# Benjamin Joseph Frobisher
Ne doit pas être confondu avec Benjamin Frobisher.
Benjamin Joseph Frobisher, né le 26 mars 1782 à Montréal et mort le 18 mars 1821 à Québec, est un politicien du Bas-Canada, juge de paix, milicien, également impliqué dans la traite des fourrures,.

## Biographie
Benjamin Joseph Frobisher est né le 26 mars 1782 à Montréal, fils de Joseph Frobisher (en) et Charlotte Jobert, dans une famille anglophone fortunée. En 1791, il est envoyé en Angleterre y poursuivre ses études, placé dans la famille de son oncle. En 1799, Benjamin Joseph entre comme apprenti à la Compagnie du Nord-Ouest, dans la traite des fourrures. Il est rapidement promu commis.
Le 6 février 1804, à Québec, il se marie selon le rite anglican avec Isabella Grant, belle-fille du commissaire général John Craigie. La même année, appuyant le Parti bureaucrate, il est élu député de Montréal à la Chambre d'assemblée du Bas-Canada, dans le comté de Montréal. Il y siégera jusqu'en avril 1808. Il se présente en 1810 dans le comté de Dorchester, mais doit retirer sa candidature, peu prometteuse.
Il cumule les fonctions, d'abord directeur d'un social club, puis membre de la Société du feu (responsable de la lutte contre les incendies). En 1805, il devient juge de paix pour le district de Trois-Rivières, une commission renouvelée en 1811 et 1815. Il est également officier de milice du même district, passant de capitaine à lieutenant-colonel entre 1810 et 1815. En 1815, il devient aide de camp de la province pour l'administrateur civil (en fait, gouverneur général intérimaire)  sir Gordon Drummond, puis pour sir John Coape Sherbrooke.
À la même époque, son travail à la Compagnie du Nord-Ouest le voit confiné dans un emploi sans envergure, un commis se déplaçant dans les régions où se fait la traite des fourrures, à un moment de l'histoire où cette industrie commence à péricliter. Pire, une guerre commerciale opposant la Compagnie de la Baie d'Hudson à la Nord-Ouest dégénère dans les années 1810 en véritable conflit armé, culminant avec la bataille de la Grenouillère, le 19 juin 1816.
Dès lors, Benjamin Joseph Frobisher est très impliqué dans ces conflits. En 1817, il reçoit l'ordre d'attaquer le fort de la Compagnie de la Baie d'Hudson à Île-à-la-Crosse, sans qu'une bataille en résulte. Le 18 juin 1819, le canot transportant Frobisher est arrêté à Grand Rapids, un endroit stratégique du conflit opposant les deux grandes sociétés. En effet, William Williams, le gouverneur de la Hudson, veut contrôler l'endroit pour couper les communications de sa rivale. Frobisher est grièvement blessé à la tête durant l'incident. Il est ensuite emprisonné dans des conditions pénibles au poste de traite de York Factory entre le 1er juillet 1819 et le 30 septembre de la même année, jour où il parvient à s'échapper avec deux autres prisonniers.
Frobisher regagne Québec et sa maison de la rue Mont-Carmel, mais sa santé est irrémédiablement compromise, et il meurt le 21 mars 1821, âgé de 38 ans. Ses obsèques ont lieu dans la cathédrale anglicane de la Sainte-Trinité.